# Kyjatice-kultúra

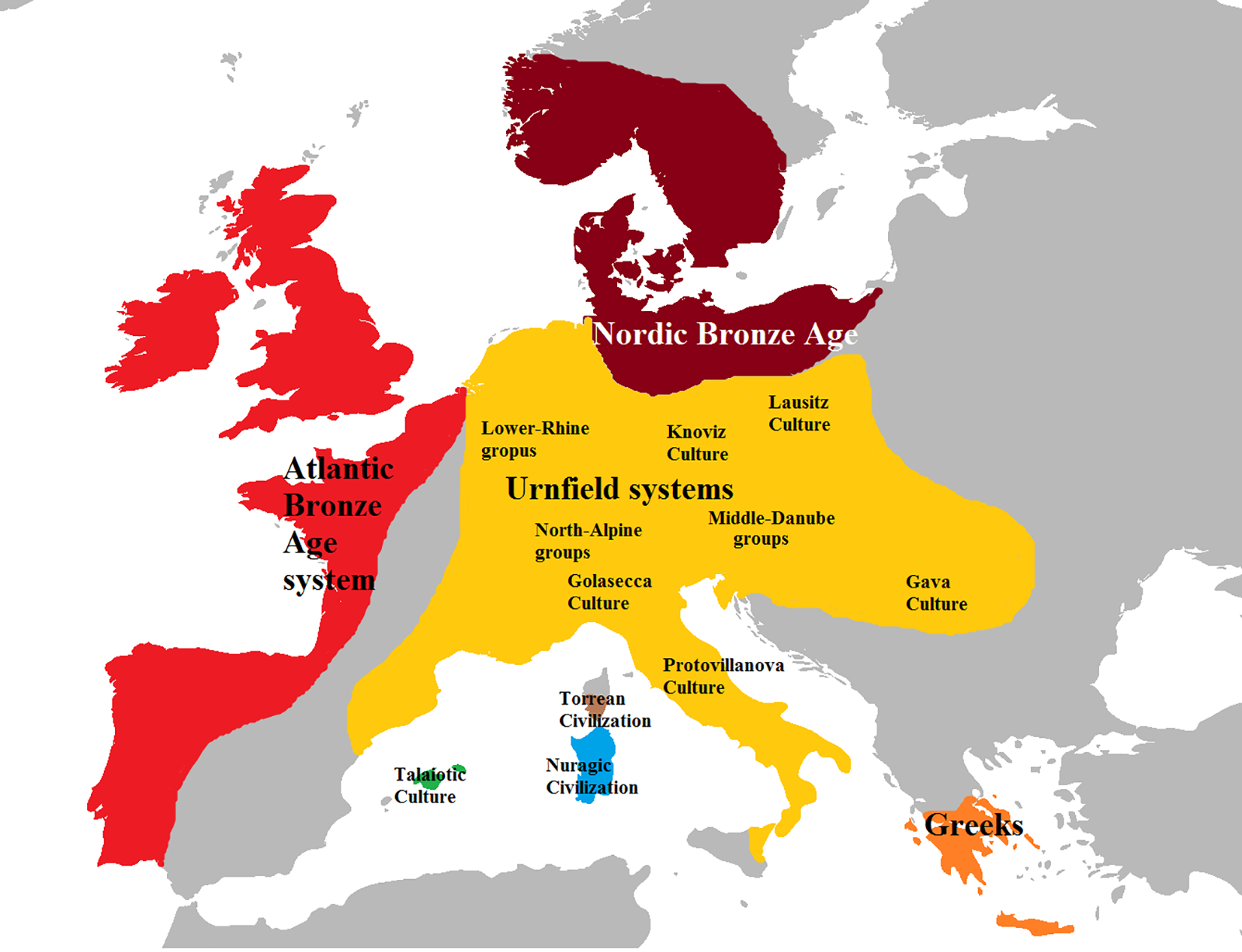
A késő bronzkori Kyjatice-kultúra térképen

A Kyjatice-kultúra (vagy: kiétei kultúra, szlovákul: Kyjatická kultúra; lengyelül: Kultura kyjaticka) a délkeleti urnamezős kultúrák közé tartozik. A hazai pilinyi kultúrából alakult ki, a szomszédos kultúrák hatására. Kialakulására közvetlen hatással a Gáva-kultúra térnyerése a későpilinyi közegben lehetett a Hallstatt A1 időszakában. Későbbi fejlődésében szerepett játszottak még a lausitzi kultúra és közép-dunamenti urnamezős kultúrák. Nevét a kiétei lelőhely után kapta.

## Elterjedése
A kiétei kultúra hordozói Közép-Szlovákia déli és Közép-Magyarország északi részén éltek. Ezen műveltség északi és nyugati határa a korábbi pilinyi kultúráéval azonos. Megtelepedtek az Ipoly- és a Rima-völgyében, a losonci-katlanban, a Korponai-fennsíkon, a Cseres-hegységben és a Gömör–Szepesi-érchegység nyugati szakaszának déli lejtőin. Magyarország területén a nyugati határát a Gödöllői-dombság, illetve az Ipoly völgye képezi. Déli elterjedési határa a Mátra és Bükk-vidék mentén volt, keleten pedig a Szlovák-karszt, a Bódva, a Sajó, ill. a Hernád határolta. A Kassai-medencébe nem hatoltak be. Folyóvölgyekben és völgyekben éltek, elsősorban a nyitott síksági-, a barlangi- és a gyakran erődített hegyvidéki megtelepedési formákat választották. Egész elterjedési területéről közel 300 lelőhelyet ismerünk, közülük csak néhányon folyt tervásatás (pl. Ragyolcon, Kiétén). Ezek a fiatalabb bronzkor második fele és a késő bronzkor közé tehetőek (HA1/HA2-HB/HC1), évszámokban kifejezve az i. e. 1100-750/700 közti időszakra keltezhetőek.

## Kutatástörténet
1939-ben Patakalján egy hamvasztásos rítusú temetőt találtak. A két megbolygatott sír kissé elütő kerámiai anyaga alapján Vojtech Budinský-Krička (Budaváry) patakaljai típusnak (podrečanský typ) nevezte el. Ezen elnevezés azonban nem gyökerezett meg a szakirodalomban. A kiétei temető leletmentő feltárását 1941-ben szintén ő végezte, azonban a kultúrát csak Jan Filip nevezte el 1948-ban (kiétei típus). 1962-ben Jozef Paulík illette és határozta meg először a kultúra anyagi tartalmát. Ezen elnevezés vert azután gyökeret a csehszlovák és a magyar régészetben is.

## Szakirodalom
- Václav Furmánek-Ladislav Veliačik-Jozef Vladár 1991: Slovensko v dobe bronzovej, Pozsony, 146. o.